# Neri Corsini
Neri Corsini (ur. 1614 – zm. 19 września 1678) – włoski kardynał.
Pochodził z Florencji ze szlacheckiej rodziny. Od 1652 był tytularnym arcybiskupem Damietty i nuncjuszem papieskim we Francji, od 1660 skarbnikiem generalnym Kamery Apostolskiej, a od 1664 kardynałem. Uczestnik trzech konklawe (1667, 1669/70 i 1676). Arcybiskup Arezzo od 1672 do 1677. Zmarł w rodzinnej Florencji.